# 华北神学院
華北神學院，為20世紀上半葉在中國創立的一所有影響的基要派神學院。1949年，因戰爭關係，校務一度停頓。1991年於台灣正式復校，現時校址為於台北市和平東路三段90號3樓。

## 歷史與起源
1919年，齊魯大學神學院院長、美北長老會傳教士赫士博士（Dr. Watson Hayes）因神學觀點與自由派人士不合而辭職，前往濰縣，有18名長老會神學生隨他前往，美北長老會山東差會支持赫士成立華北神學院，由他擔任院長。1922年，華北神學院遷址津浦鐵路沿線的山東省滕縣北關外長老會大院，與新民學校（1929年改為華北弘道院，抗戰後改為私立弘道中學）共用一個校園。後來，在江蘇省北部傳教的美南長老會江北差會也加入進來。
華北神學院的宗旨在於為中國基層教會培養領袖，其生源並不局限於長老會，而是來自於十餘個宗派，地區則遍布中國十餘個省份，乃至朝鮮與南洋。1927年，華北神學院的學生數達到186人，成為中國學生人數最多的一個新教神學院。
華北神學院的教職員屬中美兩國，中國教授中曾擔任正副院長者有丁立美、张学恭、賈玉銘、丁玉璋。
1937年中日戰爭爆發，滕縣大部分市民均進入校內尋求庇護，直到1940年，校內仍有2000余人。1941年太平洋戰爭開始後，日軍逮捕華北神學院全體美國傳教士，運往濰縣樂道院集中營關押。1944年赫士死於集中營中。1943年日軍佔領神、弘兩院。1945年底，八路軍佔領滕縣，不久山東淪為國共兩黨爭奪的主要戰場。1946年初，華北神學院在江蘇徐州復校（原址位於今王陵路57號徐州市第二職業中學）。1948年底，淮海戰役爆發，徐州亦淪為戰區，華北神學院再度南遷到江蘇南部的無錫梅园前。弘道中學亦南遷常州。
1949年，因戰爭關係，校務停頓。
1951年，華北神學院的西教士全部回國。1952年11月，在中國高等教育校系調整的高潮中，華北神學院和華東地區其他十所神學院聯合組成南京金陵協和神學院。教務長孫漢書系華北神學院畢業生。
在國共內戰中，山東滕縣原神、弘兩院四層教學大樓、禮拜堂等絕大部分建築均毀於炮火，僅余牧師樓二座（現存一座，為第一中學佔用）。
1946年，张学恭院长在南京黄泥岗创办泰东神学院。
1949年後，美籍資深教授道雅伯博士胡鴻文博士暨校友等到達台灣，為繼承並發揚「華北神學院」的歷史與精神，先在淡水辦理「崇正基督神學院」，其後又辦理「東方神學院」，本純正信仰，培養合乎主用的聖工人才，蒙神帶領先後畢業同學已逾千餘人。1991年聖誕節，「華北神學院」乃於台北市正式復校，由胡鴻文博士擔任院長。

## 歷任校長
| 姓名             | 任期        |
| ---------------- | ----------- |
| 赫士 (W.M.Hayes) | 1919 ~ 1934 |
| 张学恭           | 1934 ~ 1946 |
| 賈玉銘           | 1946 ~ 1949 |
| 胡鴻文           | 1991 ~ 2005 |
| 葉程義           | 2005 ~ 2013 |
| 林珍郁           | 2013起      |

## 外部連結
- 華北神學院 （页面存档备份，存于）
- 基督教華北神學院的Facebook專頁
- YouTube上的華北神學院頻道